# Brian Morton
Brian James Weir Morton (* 1954 in Paisley bei Glasgow) ist ein schottischer Jazzautor, Journalist und Musikkritiker.

## Leben
Morton wuchs in Dunoon auf und studierte an der Universität Edinburgh. Danach lehrte er an der University of East Anglia und der Universität Tromsø in Norwegen. Später war er Literaturkritiker (und „Literary Editor“) bei der Literaturbeilage „The Times Higher Education Supplement“ von The Times und bei der Times selbst. Er schrieb auch über Jazz und allgemein als Musikkritiker und war ab 1992 freischaffend tätig. Unter anderem war er häufig im britischen BBC-Hörfunk zu hören, wo er auf Radio 3 von 1992 bis 1997 die vierzehntäglich ausgestrahlte Jazzsendung „Impressions“ moderierte und außerdem in den Musiksendungen Composer of the Week und In Tune moderierte. 
Morton moderierte zehn Jahre lang als Senior Editor bei BBC Radio Scotland eine eigene „The Brian Morton Show“ und „The Usual Suspects“. 2003 wurde der Vertrag gelöst, nachdem er die Kulturberichterstattung der BBC kritisiert hatte. Er lebt zurzeit auf einer Farm in Westschottland mit seiner derzeitigen Frau, der Landschaftsfotografin Sarah MacDonald. Er hat einen Sohn und (aus einer früheren Verbindung) zwei Töchter.

## Werk
Bekannt ist er als Co-Autor des mit dem 2007 verstorbenen Richard Cook verfassten „The Penguin Guide to Jazz on CD“ (bzw. „The Penguin Guide to Jazz Recordings“, 8. Auflage 2006), der ab 1992 erschien. Neben Jazz befasst er sich aber auch mit moderner klassischer Musik. Mit Pamela Collins veröffentlichte er 1992 den Überblick Contemporary Composers (Chicago: St. James Press). Er schrieb Biografien über Schostakowitsch (Haus Publishers, 2007), Prince (Canongate Books 2007) und Miles Davis (Haus 2005) und veröffentlichte außerdem Modern Music – a Book of Words. 
Morton ist Herausgeber des „The Blackwell Guide to Recorded Contemporary Music“ (1996). Er schreibt für das Jazz Review Magazine und war 2008 kurz dessen Herausgeber. Außerdem verfasst er Kolumnen für die schottische Ausgabe des „Observer“. Morton arbeitet auch als Übersetzer aus dem Norwegischen, unter anderem von Kurzgeschichten von Jonas Lie. Er schrieb auch häufig für die Jazz Review, die er nach dem Tod von Richard Cook auch kurze Zeit (2008) leitete. 2009 veröffentlichte er eine Biographie von E. A. Poe (Edgar Allan Poe (Life & Times), Haus, 2009, ISBN 978-1-905791-52-1).

## Ehrungen
- 2000 Ehrendoktorwürde der University of St Andrews